# A FILM ABOUT THE BLUES
A FILM ABOUT THE BLUES （ア・フィルム・アバウト・ザ・ブルース）は、日本のロックバンド、TRICERATOPSの3rdアルバム。1999年11月3日、 エピックレコードジャパンよりリリース。 

## 内容
- 4ヶ月連続リリース第3弾。
- シングル「GOING TO THE MOON」のヒットで一躍有名になった彼らの3rdアルバム。本作はそれまでの最高のヒットを記録した。現時点で彼らのアルバムの中で最も売れた作品である。
- また、後に収録曲に多くのタイアップが付いた。
- 初回限定：オリジナルステッカー封入
- 2016年8月24日には、翌年にデビュー20周年を迎えることを記念し、最新リマスタリング、高品質Blu-spec CD2仕様にて、本アルバムが復刻リリースされた。

## 収録曲
| 全作詞・作曲: 和田唱、全編曲: TRICERATOPS。 |                        |        |            |      |
| #                                           | タイトル               | 作詞   | 作曲・編曲 | 時間 |
| 1.                                          | 「GOING TO THE MOON」  | 和田唱 | 和田唱     | 4:17 |
| 2.                                          | 「VERTIGO」            | 和田唱 | 和田唱     | 3:56 |
| 3.                                          | 「PRETTY WINGS」       | 和田唱 | 和田唱     | 3:52 |
| 4.                                          | 「ANOTHER TRAVEL」     | 和田唱 | 和田唱     | 3:40 |
| 5.                                          | 「SECOND COMING」      | 和田唱 | 和田唱     | 4:23 |
| 6.                                          | 「if」                 | 和田唱 | 和田唱     | 4:36 |
| 7.                                          | 「CHILDHOOD」          | 和田唱 | 和田唱     | 5:07 |
| 8.                                          | 「DANCE」              | 和田唱 | 和田唱     | 3:17 |
| 9.                                          | 「YOU'RE MY GASOLINE」 | 和田唱 | 和田唱     | 4:11 |
| 10.                                         | 「FUNKY TALK」         | 和田唱 | 和田唱     | 4:59 |
| 11.                                         | 「UNIVERSE」           | 和田唱 | 和田唱     | 5:20 |
| 合計時間:                                   | 合計時間:              | 47:38  |            |      |

### 楽曲解説
1. GOING TO THE MOON
8thシングル曲。
大塚製薬「ポカリスエット」CMソング。
2. VERTIGO
3. PRETTY WINGS
コーセー「サロンスタイル」CMソング
4. ANOTHER TRAVEL
J-PHONECMソング
5. SECOND COMING
本作の先行シングルとなった10thシングル曲。
ケンウッド「Rampage」CMソング
6. if
9thシングル曲。
7. CHILDHOOD
8. DANCE
9. YOU'RE MY GASOLINE
カプコン『ストリートファイターEX3』CMソング
10. FUNKY TALK
11. UNIVERSE
後にシングルカットされた11thシングル曲。
WOWOW『WILD ARMS〜Twilight Venom〜』エンディングテーマ